# ジョージ・ミード
ジョージ・ゴードン・ミード（英:George Gordon Meade、1815年12月31日-1872年11月6日）は、アメリカ合衆国の職業軍人であり、幾つかの灯台を含み海岸での建設に関わった土木技師。セミノール戦争と米墨戦争に戦って功績を挙げた。南北戦争のときは北軍の少将として従軍し、旅団指揮官からポトマック軍指揮官まで昇進した。1863年のゲティスバーグの戦いで南軍の将軍ロバート・E・リーを破ったことでよく記憶されている。「老いたワニガメ」とも呼ばれている
1864年から1865年にかけて、オーバーランド方面作戦、リッチモンド・ピーターズバーグ方面作戦およびアポマトックス方面作戦とポトマック軍の指揮官を務めたが、総司令官ユリシーズ・グラント中将の直接監督によって影が薄れた。

## 初期の経歴
ミードはスペインのカディスで、リチャード・ウォーサム・ミードとマーガレット・コーツ・バトラー・ミード夫妻の11人の子供の8番目として生まれた。兄のリチャード・ウォーサム・ミード2世は後に海軍士官となった。父はアメリカ合衆国政府の海軍代理人としてスペインで働いたフィラデルフィアの富裕な商人だったが、ナポレオン戦争でスペインを支持したために財政に破綻を来たし、1828年、ミードが10代のときに死んだ。家族は父の死後6ヶ月で覚束ない財政状況のままアメリカに戻った。ミード青年はボルティモアのマウントホープ・インスティチューションに通い、主に財政的な理由で、1831年に陸軍士官学校（ウェストポイント）に入学した。1835年に56人の同級士官候補生の中で19番目で卒業した。1年間、フロリダ州の第3アメリカ砲兵連隊に仕えてセミノール族インディアンと戦い、その後ウェストポイントに在籍した頃から既に軍人は追い求める職業ではなかったので、陸軍から除隊した。アラバマ州、ジョージア州およびフロリダ州の鉄道で、さらにアメリカ合衆国陸軍省のために土木技師として働いた。1840年12月31日、ジョン・サージェントの娘、マーガレッタ・サージェントと結婚した。ジョン・サージェントは1832年アメリカ合衆国大統領選挙でヘンリー・クレイ候補の副大統領候補として出馬した者だった。ミード夫妻には7人の子供が生まれた（ジョン・サージェント、ジョージ、マーガレット・バトラー、スペンサー、サラ・ワイズ、ヘンリエッタおよびウィリアム）。新婚の男に安定した民間の仕事を見つけるのは難しかったので、1842年に軍隊に再入隊し、地形工兵軍団の少尉として仕えた。
ミードは米墨戦争に従軍し、ザカリー・テイラー、ウィリアム・J・ワースおよびロバート・パターソン各将軍の参謀となり、モンテレーの戦いでの勇敢な行動で中尉に名誉昇進した。戦後は主に灯台や防波堤の建設およびフロリダ州やニュージャージー州の海岸測量に携わった。ロングビーチ・アイランドのバーネガット灯台、アトランティックシティのアブスコン灯台、ケープメイのケープメイ灯台、ジュピターのジュピター・インレット灯台、およびフロリダキーズのソンブレロ・キー灯台を設計した。
また水力ランプも設計し、アメリカの灯台で使うために灯台局で採用された。1856年に大尉に昇進し、その後1861年に南北戦争が勃発するまで、土木技師としての経歴に特筆するようなことは無かった。

## 南北戦争

### 初期の指揮
南北戦争勃発から数ヵ月後の1861年8月31日、ミードは大尉から志願兵の准将へ昇進した。これはペンシルベニア州知事アンドリュー・カーティンの強い推薦に基づいていた。戦争初期に徴兵されたペンシルベニア予備連隊の第2旅団指揮官に任官され、当初はワシントンD.C.周辺の防塞化工事で有能さを示した。その旅団は半島方面作戦でジョージ・マクレラン少将のポトマック軍に加わった。七日間の戦いの一つ、グレンデイルの戦いでミードは腕、背中、横腹に重傷を負った。北バージニア方面作戦と第二次ブルランの戦いのときには、完全ではないが快復しており、その旅団を率い、バージニア軍のアービン・マクドウェル軍団に割り当てられた。ミードの旅団はヘンリーハウスヒルで英雄的な陣地死守を行い、撤退する北軍のしんがりを守った。数日後のメリーランド方面作戦の開始時、ポトマック軍第1軍団第3師団の指揮任務を受け、サウス山の戦いで目立った働きをした。ミードの旅団がサウス山の高地を強襲したとき、上官の軍団指揮官ジョセフ・フッカーは、「ミードを見ろ！このような部隊を連れて、このように率いればどんなものにも勝てる！」という叫び声を聞いた。アンティータムの戦いでは、負傷したフッカーに代わって第1軍団の指揮に就いたが、これはマクレラン自らがミードより上級の他の将軍達を差し置いて選定したものだった。この戦いでも活躍したが、太腿に負傷した。
フレデリックスバーグの戦いでは、ミードの師団が戦場の南端でストーンウォール・ジャクソン中将軍団の隙間を衝いて、唯一南軍戦列の突破を果たした。この軍功で、1862年11月29日に遡って、志願兵の少将へ昇進した。しかし、その突破も援軍がなく、師団の大きな損失という結果になった。この戦闘後、第5軍団の指揮を任され、翌春チャンセラーズヴィルの戦いに参戦した。この時ポトマック軍を指揮したフッカー将軍は大きく攻撃的な作戦を描いていたが、実効時にはあまりに臆病になり、南軍が主導権を取ることを許した。ミードの軍団は戦闘の間ほとんど予備隊とされており、北軍の敗北を支えられなかった。この戦闘後、ミードはリー軍に対する攻撃を再開することをフッカーに強く訴えたが、無益だった。

### ポトマック軍とゲティスバーグ

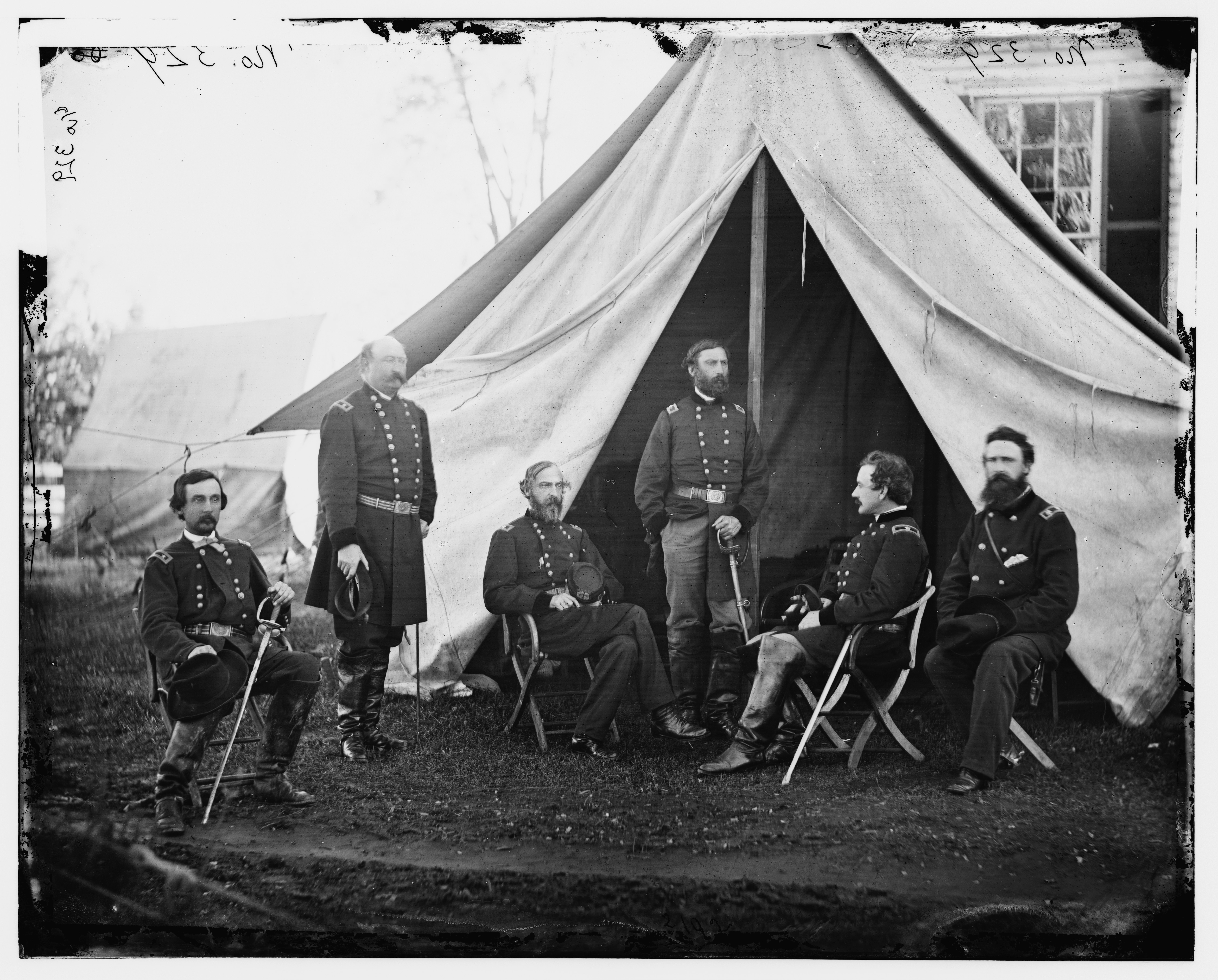
ポトマック軍の指揮官達、左からガバヌーア・ウォーレン、ウィリアム・H・フレンチ、ジョージ・ミード、ヘンリー・J・ハント、アンドリュー・A・ハンフリーズ、ジョージ・サイクス。1863年9月

フッカーはゲティスバーグ方面作戦でリーを追跡しているときにポトマック軍指揮官を辞任した。
1863年6月28日早朝、エイブラハム・リンカーン大統領の使者が到着し、ミードをフッカーの後任に指名することを伝えた。ミードは驚きに撃たれ、後に妻に宛てて、士官が彼のテントに入って来て彼を起こしたとき、軍隊内の政治的な力が働いて逮捕されるのだと思った、と書いた。ミードは積極的に指揮官職を求めていなかったし、大統領が最初に選んだ者でもなかった。ポトマック軍でミードより上位にある4人の将軍のうちの一人、ジョン・F・レイノルズは、先に大統領からの任官の提案を受けて断っていた。
レイノルズはゲティスバーグの戦い初日に戦死した。
ミードはメリーランド州フレデリックのプロスペクトホールで指揮官職を受けた。
リーの北バージニア軍はペンシルベニア州に侵攻しており、元軍団指揮官のミードはその軍隊の残り部隊の配置すら殆ど情報が無かった。わずか3日後、1863年7月1日から3日、ゲティスバーグの戦いでミードはリー軍と対した。この戦いでの北軍の勝利は南北戦争の行方を決める転回点になったと考えられている。この戦いは7月1日に南軍の歩兵と北軍の騎兵がゲティスバーグで偶然遭遇して戦いに及んだ結果として、ほとんど意図しないままに始まった。1日目の終りまでに、北軍の2個軍団がほとんど壊滅したが、防御に適した陣地を確保していた。ミードは残りの部隊をゲティスバーグに急行させて、巧妙にその部隊を防衛戦に就かせ、その左翼、右翼および中央への激しい攻撃に迅速に対応し、ピケットの突撃と呼ばれるリー軍の中央への破滅的な攻撃へと集約させた。
この3日間、ミードはジョン・F・レイノルズやウィンフィールド・スコット・ハンコック各少将のような有能な部下を巧みに用い、彼等に大きな責任を持たせた。ミードの評判にとって不幸なことに、彼はフッカーから引き継いだ政治的な操縦者をうまく扱えなかった。第3軍団指揮官のダニエル・シックルズやミードの参謀長ダニエル・バターフィールドは、ミードの指揮官としての決断と勇気に疑問を呈し、戦後に困難さを残した。シックルズはミードの前任者ジョセフ・フッカーに忠実だったので、またゲティスバーグでは激しく言い争ったので、ミードに対して個人的な復讐劇を展開した（シックルズの第3軍団指揮官としての甚だしい命令不服従は、北軍にとって戦闘の、またその後の戦争の大半で損失だった）。アメリカ合衆国議会両院戦争遂行委員会の急進派共和党はミードがカパーヘッド（北部で南北戦争の休戦推進派）ではないかと疑い、指揮官から辞めさせようとしたが徒労に終わった。
ゲティスバーグで大きな損失を蒙ったリー軍はバージニア州に撤退した。ミードはリー軍の撤退中に攻撃的に追撃しなかったことで、リンカーンやその他の者に批判された。ある時点で、北バージニア軍は雨で膨れ上がったほとんど越せそうにないポトマック川を背にして非常に脆弱な時があったが、ミードが効果的な攻撃を組織できた時にはすでに、強力な防御陣を構築できていた。リンカーンはこのことで戦争を終わらせる機会を失ったと考えた。それでもミードは正規軍の准将昇進を受け、議会の感謝状では、「...ゲティスバーグで反乱軍の古参兵部隊をラッパハノック川を越え、撃退し、打ち破り、後退させ、破壊しまた士気を喪失させた巧みで英雄的な武勇に対し、（ミード）とポトマック軍の士官と兵士を」賞賛した。
1863年秋の残りの作戦シーズンであるブリストー方面作戦やマインラン方面作戦では、敵の塹壕に篭った防御陣に対する攻撃を躊躇ったために、ミードはリーに翻弄され小規模の決着が付かない戦闘のあとで撤退した。
ミードは有能で外見上は謙譲な男だった。ただし、戦争中に出した妻への手紙では自分の自我や大望を忌み嫌っていることを示唆している。ロンドンの新聞記者はミードに付いて、「彼は非常に見栄えのよい男である。背が高く、ほっそりしており、いるだけで指揮官の風貌があり、その所作は楽しく気楽であるが、強い尊厳がある。彼の頭は一部はげており、小さくまとまっているが、額は高い。ウェリントン公爵のような鼻をしており、その目は深刻で悲しみを湛えたような表情を生み、やや沈んでおり、あるいは鼻の曲線の隆起からそのようにも見える。彼は間違いなく洗練された者であり目だった外観である。」と表現した。ミードの短気さは悪評を生み、同僚の大半からは尊敬されていたものの、軍隊から愛されていたとは言えない。「のろわれ年取ったぎょろ目のカミツキガメ」と呼んだ者もいた。

### ミードとグラント
1864年3月に、ユリシーズ・グラント中将が北軍総司令官に指名されたとき、ミードは辞任を申し出たが、グラントはこれを拒み、ミードとそのポトマック軍はグラントの下に就くことになった。グラントは戦争の残り期間、その本部をミードと共にし、そのことでミードはグラントから受けた密接な監督に神経を磨り減らされることになった。1864年6月、フィラデルフィア・インクワイアラー紙の記者エドワード・クロプシーの不都合な記事をミードが叱りつけた事件の後、その軍隊担当の全ての記者がミードに付いては悪いことのみを扱うと申し合わせた。ミードはこの手配について明らかに何も知らず、全ての手柄をグラントに持っていく記者達のやり方がミードを怒らせた。
ミードとグラントは様々な相違点があり、さらに2人の間の摩擦が深まった。グラントはリー軍に対するオーバーランド方面作戦で消耗戦を遂行しており、北軍は兵士の入れ替えができ、一方南軍はそれができないことを知って、以前では認められなかった損失も敢えて受けることにしていた。ミードは、1862年の下級指揮官のときの攻撃的な功績にも拘らず、より慎重な将軍となり、塹壕に潜む敵に対する攻撃の無意味さを心配するようになった。オーバーランド方面作戦でミード軍が蒙った損失の多い反撃の多くはグラントに命じられたものであり、結果的にリー軍をピーターズバーグ周辺の塹壕に追い込んだ攻撃的操軍もグラントの主導によっていた。ミードの憤懣をさらに募らせたことは、グラントが西部戦線から連れてきた部下達に時として好意的な扱いをするやり方だった。この主要な例として、ミードがフィリップ・シェリダンの騎兵軍団に与えた指示をグラントが妨げたことがあった。ミードはシェリダンの部隊が伝統的な騎兵の機能である偵察、遮蔽、および兵站部隊の護衛をすべきと主張した。しかし、シェリダンは直接グラントに掛け合って南軍の騎兵隊やリッチモンドに対して戦略的な襲撃を掛ける許可を得た。
ミードは一般に、グラントの監督の下でオーバーランド方面作戦やリッチモンド・ピーターズバーグ方面作戦を効果的に遂行したが、少数の悪い判断の例が彼の評価を傷付けている。コールドハーバーの戦いのとき、ミードはその軍団指揮官の監督が不適切であり、その悲惨な正面攻撃の前に偵察を行うよう主張しなかった。不可解にも、攻撃の後直ぐに妻に手紙を書き、攻撃を命じたのは自分だと誇りを表明した。ピーターズバーグの最初の攻撃のとき、リー将軍が前線の補強をする前に再びその軍団の攻撃の連携を取らせることができなかったために、ピーターズバーグ包囲戦という10ヶ月もの手詰まりを生むことになった。ミードはアンブローズ・バーンサイドが立案したピーターズバーグ東の南軍前線下に坑道を掘り爆弾を仕掛けるという作戦を承認したが、最後の瞬間にバーンサイドの作戦であるまさにこの作戦のために高度の訓練を積んだアフリカ系アメリカ人の師団で攻撃を導くという案を変更し、政治的に危険度の少ないやり方を採り、訓練されておらずお粗末に引率された白人の師団を充てるという代案に置き換えた。クレーターの戦いの結果はこの戦争の中でも最大級の失敗となった。これら全ての場合に、グラントはミードの作戦を承認した責任の一端を取ったが、ミードはゲティスバーグで示したような高度の能力を現すことは無かった。
スポットシルバニアの戦い後、グラントはミードが正規軍の少将に昇進することを要請した。1864年5月13日、陸軍長官エドウィン・スタントンに宛てた電報で、グラントは「ミードは私の最も楽天的な予測に合う以上のものを持っている。彼とウィリアム・シャーマンは私が接触してきた大部隊の指揮官の中では最も適した者達だ。」と述べた。
ミードはその名誉ある昇進がシャーマンや自分の部下であるシェリダンの後に行われたことに侮辱を感じた。
しかし、ミードの昇格日付は、戦争の終わった時点で、グラント、ハレックおよびシャーマンにのみ越えられたことを意味していた。
ミードはアポマトックス方面作戦でも戦ったが、グラントとシェリダンがその評価の大半を得た。ロバート・E・リーがアポマトックス・コートハウスで降伏したとき、ミードは同席しなかった。

### 指揮の決断
ポトマック軍指揮官としてミードの判断は議論の的になってきた。ミードは南軍を追撃する際に攻撃的でなく、時には攻撃を躊躇したと告発された。大衆や19世紀歴史家の間での評価はミードの短気さ、記者との仲の悪さ、勝利者グラントの陰に隠れていたこと、および特にダニエル・シックルズとの議論からの悪い印象といった要因によって貶められた。最近の歴史家の研究では、もう少し前向きの光を当てている。ミードは武器の改良によってもたらされた戦術の必要な変化を理解して作戦を示し行動したことを認めた。実行可能なときには塹壕に篭り、防御姿勢にある敵に対する正面攻撃を掛けないという決断は、もう少し慎重に研究されるべきである。これらは第一次世界大戦の西部戦線で大きな効果を持って使われ得た教訓だった。

## 南北戦争後の経歴
ミード将軍は1866年からその死（1872年）までペンシルベニア州フェアモント公園の理事だった。また大西洋軍事地区、東部方面軍、および南部方面軍を含み様々な指揮官を務めた。ジョン・ポープ少将に代わり、レコンストラクション中の第3軍政地区軍政長官になり、1868年1月10日にアトランタに着任した。ハーバード大学から法学の名誉博士号を受け、その科学的業績はアメリカ哲学会やフィラデルフィア自然科学会など様々な機関に認められた。

## 記念物

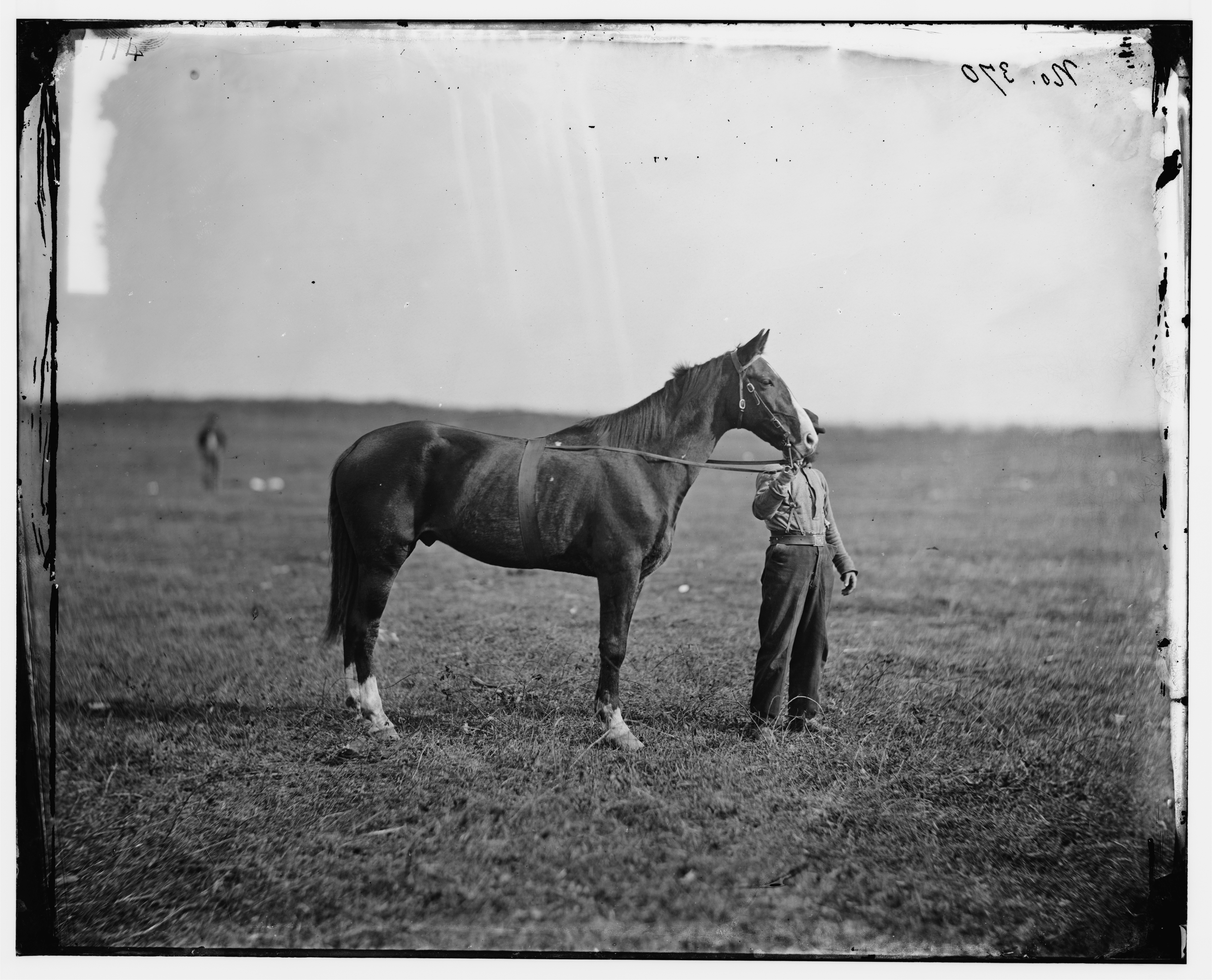
ミード将軍の軍馬、オールドバルディー

ミードは、その古傷に肺炎との合併症からフィラデルフィアで死に、ローレルヒル墓地に埋葬されている。ペンシルベニア州中にミードの銅像があり、ゲティスバーグ国定軍事公園にも幾つかある。メリーランド州にあるアメリカ陸軍の砦は彼を記念して命名され、アメリカ国家安全保障局があるフォート・ジョージ・G・ミードの地名に残る。カンザス州ミード郡とサウスダコタ州ミード郡も同様である。フィラデルフィアのオールド・バルディー南北戦争円卓は戦争中のミードの馬に因んで名付けられた。
1890年と1891年の1000ドル国債、またの名を貨幣国債は表面にミードの肖像を載せている。1890年国債は、裏面にスイカ模様に似た大きなゼロが並んでいるので、収集家の間でグランド・ウォーターメロン国債と呼ばれる。

## 大衆文化の中で
マイケル・シャーラの小説『ザ・キラー・エンジェルス』を翻案した映画『ゲティスバーグ』で、ミードはリチャード・アンダーソンが演じている。その他の映画、テレビ、ビデオは以下の通り。
- エイブラハム・リンカーンの劇的人生（1924年）、アルフレッド・アレン
- バージニア市（1940年）、サーストン・ホール
- 青と灰色（1982年テレビ・ミニシリーズ）、ロイ・カルフーン
- アメリカのストーリー（1992年テレビ）、ブラッド・ジョンソン
- ゲティスバーグ: 運命の3日間（2004年）、アンディ・ワスキー
- 戦場の探偵（2004年テレビ）、マイク・ブラウン
- 運命から撤退するな: ワシントンを救った戦い（2006年ビデオ）、ポール・バジェルスキー [24]

ミードは、ニュート・ギングリッチとウィリアム・フォースチェンが書いたもう一つの歴史小説『ゲティスバーグ』にも登場する。